# 브리타니아 (의인화)

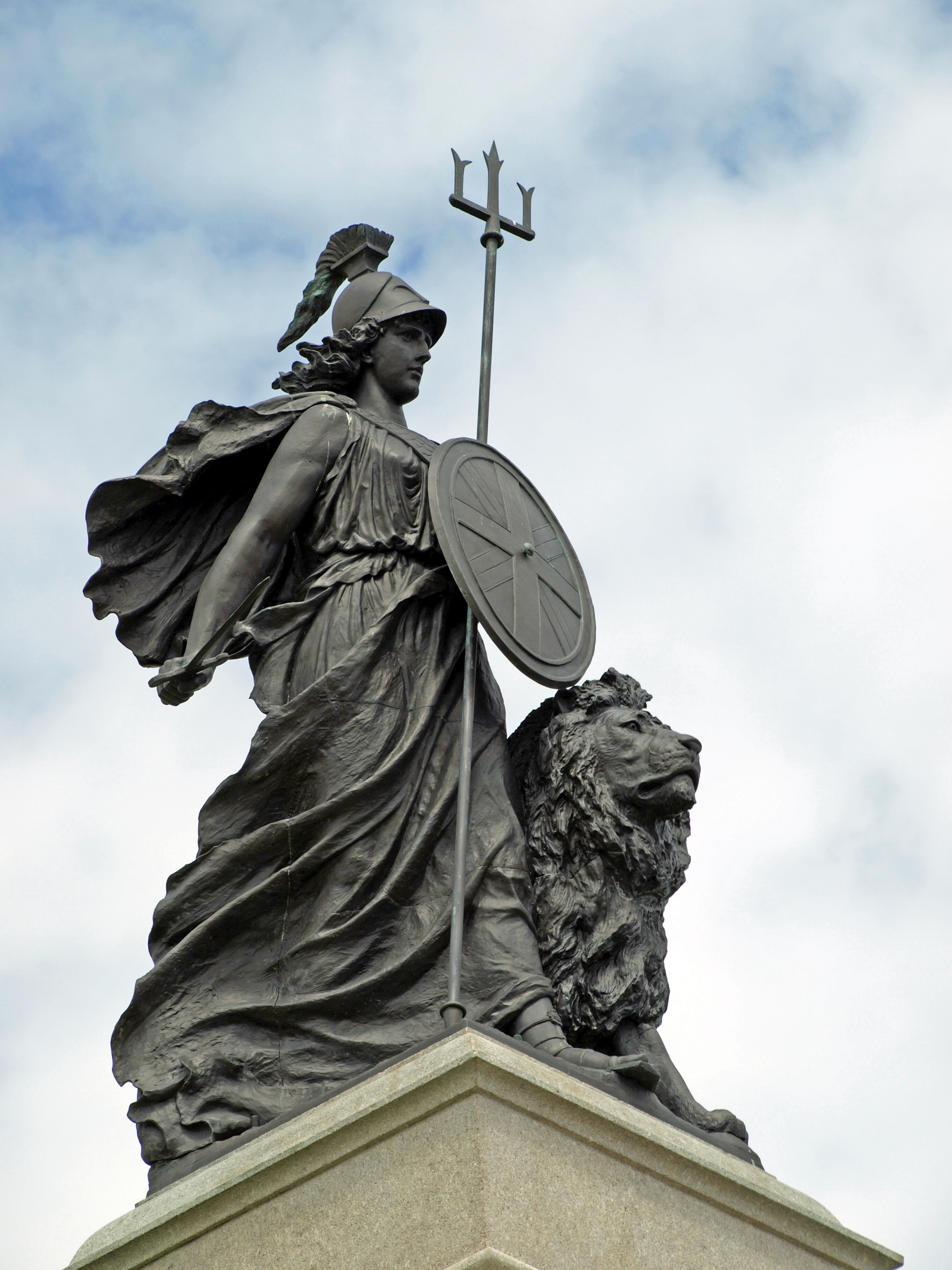
영국 플리머스에 있는 브리타니아 조각상.

브리타니아(Britannia)는 영국을 가리키는 예스러운 용어이다. 삼지창과 방패를 들고 투구를 쓴 여전사로 등장한다. 브리타니아라는 명칭은 라틴어로서 그리스어 프리타니케(Prettanike) 또는 브리타니아이(Brettaniai)에서 유래한 것으로, 원래 앨비언이나 그레이트브리튼섬을 가리키는 지역 명칭으로 사용되었다. 하지만 기원전 1세기에는 특별히 그레이트브리튼 섬 자체를 의미하게 되었다. 서기 43년 로마 제국은 그레이트브리튼 섬을 공략하여 칼레도니아(오늘날의 스코틀랜드) 남부까지 이르는 지역을 정복하여 브리타니아라는 이름을 붙였다. 그레이트브리튼 섬의 원주민이었던 켈트족은 ‘브리톤족(Briton)’이라고도 불렸다. 2세기 로마령 브리타니아는 삼지창과 방패를 들고 백부장의 투구를 쓴 여신의 이미지를 갖게 되었다.
라틴어 명칭인 브리타니아는 5세기에 로마 제국이 그레이트브리튼 섬에서 철수할 때도 오랫동안 그대로 남아 영어 및 근대 웨일스어를 비롯하여 대부분의 유럽 언어에서 그레이트브리튼 섬을 가리키는 명칭으로 잔존하게 되었다. 이후 수세기 동안 브리타니아라는 명칭은 사람들의 기억에서 잊혀져가다가 영국 르네상스 시대에 잉글랜드의 국가정체성을 사람들에게 환기시키는 수사적 표현으로써 부활하였다. 특히 1707년 연합법에 따라 잉글랜드 왕국과 스코틀랜드 왕국이 한 나라로 통합되면서 브리타니아는 대영 제국의 힘과 일치, 단결의 상징으로 이용되었다. 또한 영국의 기념 주화에도 종종 등장하곤 한다.

## 같이 보기
- 대영 제국
- 브리타니아
- 사자
- 존 불